# Cimetière militaire belge de Bruges
Le cimetière militaire belge de Bruges est un cimetière militaire situé Kleine Kerkhofstraat dans la ville belge de Bruges. Le cimetière fait partie du grand cimetière communal situé dans la section d'Assebroek.

## Caractéristiques
Le cimetière militaire a une superficie de 50 ares. Il contient 611 tombes de la Première Guerre Mondiale. Parmi ces 611 tombes, 520 sont de soldats belges. Les soldats qui reposent ici sont morts durant l'offensive pour la libération fin septembre 1918.

## Sources
- (nl) Adjudant-major Rudy Laforce, Verbroedering van de Genie van het Cavaleriekorps en de Gepantserde Genie, no 129, 53e année, 2e trimestre 2004.

- (nl) Cet article est partiellement ou en totalité issu de l’article de Wikipédia en néerlandais intitulé « Belgische militaire begraafplaats van Brugge » (voir la liste des auteurs).